# Ружина
Ружина (слч. Ružiná) насељено је мјесто са административним статусом сеоске општине (слч. obec) у округу Лучењец, у Банскобистричком крају, Словачка Република.

## Становништво
| Година:    | 1994. | 2004.   | 2014.   | 2024.   |
| ---------- | ----- | ------- | ------- | ------- |
| Број људи: | 834   | 856     | 865     | 828     |
| Разлика:   |       | +2,63 % | +1,05 % | -4,27 % |

| Година:    | 2023. | 2024.   |
| ---------- | ----- | ------- |
| Број људи: | 836   | 828     |
| Разлика:   |       | -0,95 % |

Према подацима о броју становника из 2011. године насеље је имало 874 становника.